# Tony Longo (acteur)
Pour les articles homonymes, voir Tony Longo et Longo.
Tony Longo est un acteur américain né le 19 août 1961 à Brooklyn, État de New York (États-Unis), et mort le 21 juin 2015.

## Filmographie

### Cinéma
- 1982 : The Vals : Mike
- 1982 : Pink Motel : Mark
- 1984 : Splash : Augie
- 1984 : Seize Bougies pour Sam (Sixteen Candles) de John Hughes : Bock
- 1985 : Fletch aux trousses (Fletch) de Michael Ritchie : Detective #1
- 1985 : Toubib Academy numéro un (en) (Stitches) : Student Jock
- 1987 : Winners Take All : Bear Nolan
- 1987 : In the Mood (en) : Carlo Cusimano
- 1988 : Illégalement vôtre (Illegally Yours) : Konrat
- 1988 : Feds (en) de Daniel Goldberg (en) : Sailor
- 1989 : Deux Dollars sur un tocard (Let It Ride) : Simpson
- 1989 : Worth Winning : Tarry Childs, Eagle Linebacker
- 1989 : Il était une fois Broadway (Bloodhounds of Broadway) : Crunch Sweeney
- 1990 : La Loi des arts martiaux (Martial Law) : Booker
- 1990 : Think Big : Supervisor
- 1990 : Monsieur Destinée (Mr. Destiny) de James Orr : Huge Guy
- 1991 : Ciné maniac (The Art of Dying) : Victor
- 1991 : La Chanteuse et le Milliardaire (The Marrying Man) : Sam
- 1991 : Commando suprême (Suburban Commando) : Knuckles
- 1991 : Le Dernier Samaritain (The Last Boy Scout) : Big Ray Walston
- 1992 : Obsession fatale (Unlawful Entry) : Big Anglo
- 1992 : Contre-attaque (Rapid Fire) : Brunner
- 1993 : Prehysteria! : Louis
- 1993 : Remote (vidéo) : Louis
- 1994 : Last Resort : Rob
- 1994 : Angels in the Outfield : Triscuitt Messmer
- 1995 : The Takeover (vidéo) : Waldo
- 1995 : L'Invité (Houseguest) de Randall Miller : Joey Gasperini
- 1996 : Big Packages : Phil
- 1996 : L'Effaceur (Eraser) : Little Mike
- 1997 : Risques et périls (Living in Peril) : Truck driver
- 2000 : Les Pierrafeu à Rock Vegas (The Flintstones in Viva Rock Vegas) : Big Rocko
- 2001 : Road to Redemption : Vincent the Enforcer
- 2001 : Lloyd : Coach
- 2001 : Mulholland Drive (Mulholland Dr) : Kenny
- 2001 : Hard Luck : Bobby
- 2002 : Chauve-souris, la vengeance carnivore (Fangs) : Louis
- 2002 : Au service de Sara (Serving Sara) : Petey
- 2003 : Lady Chance (The Cooler) : Tony
- 2003 : Comment se faire larguer en 10 leçons (How to Lose a Guy in 10 Days) : Sensitive Moviegoer
- 2005 : Hercules in Hollywood : Pool Hustler
- 2005 : Souled Out : Soul Broker
- 2006 : The Fall of Night : Atlas
- 2007 : Bunny Whipped : Sandro

### Télévision
- 1983 : Herndon (téléfilm) de Garry Marshall : Stanley Gabotoski
- 1983 : The Best of Times (série télévisée) : Garth Stimolvich
- 1985 : Hell Town (en) : Stump
- 1985 : Ace Hits the Big Time : Mario
- 1985 : Hell Town (en) (série télévisée) : Stump
- 1986 : Triplecross : Tweetie Pie
- 1987 : Glory Years : Rizzo
- 1989 : Peter Gunn : sergent Holstead
- 1991 : Bad Attitudes
- 1992 : Shaky Ground (série télévisée) : Harry (1992-1993)
- 1994 : Missing Parents : dét. Scattaregia
- 1994 : A Perry Mason Mystery: The Case of the Grimacing Governor
- 1995 : Young at Heart : Vinnie
- 1997 : Police Academy (« Police Academy: The Series ») (série télévisée) : Luke Kackley
- 1999 : X-Files (série télévisée) (épisode Chance) : Dominic
- 2006 : Monk (série télévisée) (Saison 5, Épisode 2)  : Fonctionnaire